# Damaso Alonso
Damaso Alonso, španski pesnik, filolog in pisatelj, * 22. oktober 1898, Madrid, † 25. januar 1990.

## Dela
- pesmi:

- Veter in stih
- Sinovi jeze

- razprave:

- Gongorov pesniški jezik

- knjige:

- Eseji o sodobni španski književnosti